# Darko Filipović
Darko Filipović (serbiska: Дарко Филиповић), född 1981, är en serbisk turbofolk-sångare från Leskovac.

## Diskografi
- Trebaš mi (2005)
- Oprosti (2007)